# Кинонаграда MTV Russia за лучшую женскую роль
Кинонаграда MTV Russia за лучшую женскую роль вручалась ежегодно каналом MTV Россия с 2006 по 2009 года.

## Список лауреатов и номинантов
Победители выделены цветом. 
| Год  | Церемония | Фотография лауреата  | Актриса                      | Фильм                                                   | Роль                    |
| ---- | --------- | -------------------- | ---------------------------- | ------------------------------------------------------- | ----------------------- |
| 2006 | 1-я       |                      | Жанна Фриске                 | «Дневной Дозор»                                         | Алиса Донникова, ведьма |
| 2006 | 1-я       | Ольга Красько        | «Турецкий гамбит»            | Варвара Суворова                                        |                         |
| 2006 | 1-я       | Елена Панова         | «Бой с тенью»                | Вика Ермакова                                           |                         |
| 2006 | 1-я       | Ирина Рахманова      | «9 рота»                     | «Белоснежка»                                            |                         |
| 2006 | 1-я       | Оксана Фандера       | «Статский советник»          | Террористка «Игла», графиня Ольга Алексеевна Добринская |                         |
| 2007 | 2-я       |                      | Екатерина Федулова           | «Питер FM»                                              | Маша                    |
| 2007 | 2-я       | Екатерина Гусева     | «Флэшка»                     | Вика Игнатьева                                          |                         |
| 2007 | 2-я       | Агния Дитковските    | «Жара»                       | Настя                                                   |                         |
| 2007 | 2-я       | Рената Литвинова     | «Мне не больно»              | Тата (Натэлла Антоновна)                                |                         |
| 2007 | 2-я       | Светлана Устинова    | «Бумер. Фильм второй»        | Дашка                                                   |                         |
| 2008 | 3-я       |                      | Алёна Бабенко                | «Инди»                                                  | Арина                   |
| 2008 | 3-я       | Елизавета Боярская   | «Ирония судьбы. Продолжение» | Надежда Ипполитовна                                     |                         |
| 2008 | 3-я       | Юлия Высоцкая        | «Глянец»                     | Галя                                                    |                         |
| 2008 | 3-я       | Анастасия Заворотнюк | «Код Апокалипсиса»           | Мари (Дарья)                                            |                         |
| 2008 | 3-я       | Кристина Орбакайте   | «Любовь-морковь»             | Марина Голубева                                         |                         |
| 2009 | 4-я       |                      | Елизавета Боярская           | «Адмиралъ»                                              | Анна Тимирёва           |
| 2009 | 4-я       | Оксана Акиньшина     | «Стиляги»                    | Польза                                                  |                         |
| 2009 | 4-я       | Марина Александрова  | «Стритрейсеры»               | Катя                                                    |                         |
| 2009 | 4-я       | Екатерина Климова    | «Мы из будущего»             | Нина Полякова"                                          |                         |
| 2009 | 4-я       | Кристина Орбакайте   | «Любовь-морковь 2»           | Марина Голубева / Света Голубева                        |                         |